# Fernmeldeturm Stade
Der Fernmeldeturm Stade ist ein 158 Meter hoher, nicht öffentlich zugänglicher Fernmeldeturm der Deutschen Funkturm GmbH, einer Tochtergesellschaft der Deutschen Telekom AG nördlich von Haddorf, einer Ortschaft der Hansestadt Stade. Er wurde im Auftrag der damaligen Deutschen Bundespost in Stahlbetonbauweise errichtet. Der Turm ist ein Typenturm des Typs FMT 13. Die offizielle Bezeichnung der Deutschen Telekom für den Turm lautet Funkübertragungsstelle Stade 1. Er wurde, wie alle Typentürme vom Architekten Erwin Heinle und Ingenieur Fritz Leonhardt geplant. In 99,95 und 108,20 Metern Höhe befinden sich die beiden Hauptantennenplattformen, auf denen unter anderem LogPer-Antennen für UKW und Parabolantennen für Richtfunkzwecke montiert sind. Die beiden Hauptplattformen umschließen die Turmkanzel. In der Kanzel befindet sich auf ca. 103 Metern Höhe der Betriebsraum des Turmes. Über den beiden Hauptplattformen befinden sich noch zwei kleinere Antennenplattformen und darüber die Antenne. Am Turmschaft unter der Kanzel befinden sich Antennen für den Mobilfunk. Bis November 2004 diente der Turm außerdem für analoges Fernsehen (PAL).

## Frequenzen und Programme

### Digitales Radio (DAB / DAB+)
Digitaler Hörfunk im DAB+-Standard wird seit dem 24. Juli 2019 in vertikaler Polarisation im Gleichwellennetz (Single Frequency Network) mit anderen Sendern ausgestrahlt.
| Block                 | Programme | ERP (kW) | Antennendiagramm rund (ND)/ gerichtet (D) | Gleichwellennetz (SFN) |
| --------------------- | --- | -------- | ----------------------------------------- | --- |
| 9B NDR NDS (D__00375) | DAB+ Block des Norddeutschen Rundfunks - NDR 1 NDS LG (Lüneburg) (104 kbps) - NDR 2 NDS (104 kbps) - NDR Kultur (104 kbps) - NDR Info NDS (104 kbps) - N-Joy (104 kbps) - NDR Blue (104 kbps) - NDR Schlager (104 kbps) - NDR Info Spezial (104 kbps) - NDR BWS (16 kbps) - ARD TPEG (16 kbps) | 8        | D (90–330°)                               | Bispingen, Dannenberg, Heeslingen-Steddorf, Lüneburg-Neu Wendhausen, Rosengarten, Stade, Unterlüß (Südheide), Visselhövede |

### Analoger Hörfunk (UKW)
| Frequenz (MHz) | Programm | RDS PS   | RDS PI                | Regionalisierung | ERP (kW) | Antennendiagramm rund (ND)/gerichtet (D) | Polarisation horizontal (H)/vertikal (V) |
| -------------- | -------- | -------- | --------------------- | ---------------- | -------- | ---------------------------------------- | ---------------------------------------- |
| 97,3           | Radio 21 | RADIO_21 | D38A, D88A (regional) | Nordost          | 0,19     | D (60–190°)                              | H                                        |
| 99,6           | N-Joy    | _N-JOY__ | D385                  | −                | 0,2      | D (60–180°)                              | H                                        |

Im Jahr 2012 wurde bekannt, dass vom Fernmeldeturm zukünftig der niedersächsische Privatsender Radio 21 von den beiden neuen LogPer-Antennen senden soll. Am 30. August 2012 ging Radio 21 auf einer Höhe von 102 Metern auf 97,3 MHz auf Sendung. Mitte Dezember 2013 ist zusätzlich N-Joy auf 99,6 MHz auf Sendung gegangen. Es wird offenbar die gleiche Sendeantenne genutzt, die auch Radio 21 verwendet, obwohl die Frequenz für eine Höhe von 103 Metern koordiniert ist und auch ein leicht unterschiedliches Strahlungsdiagramm zum Einsatz kommen soll. Es war zuerst geplant mit der Frequenz MHz 99,6 am Standort Cuxhaven-Stadt mit einer Leistung von 0,24 kW auf Sendung zu gehen.

### Ehemaliger Analoger Hörfunk (UKW)
| Frequenz (MHz) | Programm       | RDS PS | RDS PI | Regionalisierung | ERP (kW) | Antennendiagramm rund (ND)/gerichtet (D) | Polarisation horizontal (H)/vertikal (V) |
| -------------- | -------------- | ------ | ------ | ---------------- | -------- | ---------------------------------------- | ---------------------------------------- |
| 106,0          | EventFunk Nord |        |        | –                | 0,006    | D (90°)                                  |                                          |

Anfang 2004 wurde am Turm eine einzige Yagi-Antenne mit Richtwirkung nach etwa 90° (Richtung Innenstadt Stade) für das niedersächsische Veranstaltungsradio EventFunk Nord montiert. Allerdings hat der EventFunk Nord zum Jahresende 2004 den Sendebetrieb endgültig eingestellt. Eine Finanzierung war aufgrund fehlender Sponsoren nicht mehr möglich. Die Yagi-Antenne war somit zunächst ungenutzt und wurde wieder demontiert. Die Frequenz 106,0 MHz wird aktuell mit einer Leistung von 1,0 kW am Fernmeldeturm Buxtehude ebenfalls für Radio 21 verwendet.

### Analoges Fernsehen (PAL)
| Kanal | Frequenz (MHz) | Programm       | ERP (kW) | Sendediagramm rund (ND)/ gerichtet (D) | Polarisation horizontal (H)/ vertikal (V) |
| ----- | -------------- | -------------- | -------- | -------------------------------------- | ----------------------------------------- |
| 38    | 607,25         | RTL Television | 0,125    | ND                                     | H                                         |

## Sonstiges
Die Kanzel des Fernmeldeturmes ist dunkelgrün gestrichen. Der Turm ist eines der höchsten Bauwerke im Landkreis Stade.